# Щербактинский район
Щербактинский район (каз. Шарбақты ауданы) — район Павлодарской области Казахстана.
Образован в 1967 году. Площадь района — 6,9 тысяч кв. км. Административный центр — село Щербакты.

## Физико-географическая характеристика

### Географическое положение
На севере район граничит с Успенским районом, на северо-востоке — с Алтайским краем, на юге — с Лебяжинским районом, на западе — с Павлодарским.

### Климат
Климат резко континентальный, для которого характерны засушливость весенне-летнего периода, высокие летние и низкие зимние температуры воздуха, резкое колебание температур в течение суток. Средняя температура января −18º-19ºС., июля +20º+21ºС. Характерной чертой климата района является недостаточное количество осадков, особенно в весенний период. Среднегодовое количество атмосферных осадков составляет 250—300 мм.

### Рельеф и гидрография
Территория района находится в пределах Кулундинской равнины, являющейся частью обширной Западно-Сибирской низменности. Рельеф в целом представляет собой пологоволнистую равнину, которая постепенно переходит от северных гривообразных повышений к южным плоским впадинам. Центральная часть территории района характеризуется наиболее ровным рельефом, расчленённым котловинами крупных озёр: Маралды, Кабантакыр, Мамбетколь, Ащытакыр, Костакыр, Сейтен.
В недрах района разведаны запасы естественных строительных материалов.
Наиболее распространёнными почвами являются тёмно-каштановые и каштановые, а также лугово-каштановые солонцы и солончаки, реже встречаются солоди и луговые почвы.

### Флора и фауна
Территория района целиком расположена в степной зоне. Большую часть её занимают ковыльно-разнотравные степи на тёмно-каштановых почвах. На солонцах и засоленных почвах растут галофитные степи. Леса имеются лишь в юго-восточной части района — ленточный сосновый бор на песках. Для удержания снега и борьбы с ветровой эрозией высажены лесополосы, целиком антропогенные.
В период освоения целинных земель значительная часть территории была распахана.
Характерны повсеместно ковыли, типец, тимофеевка степная, местами полынь, сон-трава, осока. Преобладают сорные травы. Из лекарственных трав встречаются подорожник, кровохлёбка, дурман, солодка, тысячелистник, богородская трава. Грибы, растущие на территории района, — грузди, шампиньоны, рыжики, маслята.
Ленточный бор растёт на песчаных дюнных отложениях по древним аллювиальным долинам. Лес идёт параллельными лентами в широтном направлении, за что и получил своё название. Сосны здесь достигают высоты 30 м. В понижениях и на окраинах леса произрастают кустарники — смородина, шиповник, крушина. Внутрь лесного массива вклиниваются островки степи с разнотравьем. 
Шалдайский ленточный бор объявлен природным резерватом, особо охраняемой территорией, как уникальное реликтовое явление природы.
В лесополосах из кустарников высажены смородина, ирга, шиповник, волчья ягода.
Из млекопитающих на территории района преобладают грызуны и хищные. Промысловое значение имеет заяц-русак. Большую часть диких млекопитающих составляют грызуны — суслики, мыши-полёвки, хомяки, тушканчики, степные пеструшки.
Из хищников встречается степной хорёк, лисы, корсаки. Лисица и корсак естественные конкуренты — в зоне проживания лисицы корсак не встречается. Распространённые ранее волки в последнее время слабо представлены на территории района.
Водятся полевые жаворонки, степные кулики, перепела, степные коршуны, беркуты, ласточки-касатки. Широко распространены воробьи, вороны, снегири. Из перелётных птиц гнездятся утки, чирки, кулики, скворцы, соловьи, грачи, жаворонки, ласточки, стрижи.
Пресмыкающиеся — ящерицы, степные ужи, гадюки.
В сосновом бору обитают белки, завезённые из Алтая и интродуцированные здесь. Встречается белка-летяга. Лоси, ранее характерные для ленточного бора, стали очень редки. Водится здесь и большой тушканчик (земляной заяц), из птиц тетерева, глухари, рябчики, грачи, вороны, сороки, ушастая совка, дятлы, гаички.
В озёрах района рыб практически нет, из-за их солёности. В озере Маралды водятся используемые в фармакологии рачки-артемии. В основном рыба искусственно разводится в водохранилищах — карась, усач, карпы. По берегам обитают лягушки.

## Население

### Этнический состав
Национальній состав, 1939 г. Цурупинский (Щербактинский) район Павлодарской области
| Национальность / район (населённый пункт)                                              | Численность    | Численность      | Численность    |
| Национальность / район (населённый пункт)                                              | весь район     | с. Щербакты (рц) | прочие сёла    |
| Всего                                                                                  | 28.428         | 3.171            | 25.257         |
| Украинцы                                                                               | 9.317 (32,77%) | 1.171            | 8.146 (32,25%) |
| Русские                                                                                | 8.761 (30,82%) | 1.468            | 7.293 (28,88%) |
| Казахи                                                                                 | 7.612 (26,77%) | 324              | 7.288 (28,85%) |
| Белорусы                                                                               | 150            | 11               | 139            |
| Татары                                                                                 | 206            | 32               | 174            |
| Мордовцы                                                                               | 407            |                  | 407            |
| Немцы                                                                                  | 1.322          | 58               | 1.264          |
| Прочие (для областей, где население распределено ТОЛЬКО по НЕСКОЛЬКИМ национальностям) | 1060           | 107              | 953            |

Национальный состав (на начало 2019 года):
- казахи — 8149 (41,78 %)
- русские — 6959 чел. (35,68 %)
- украинцы — 2073 чел. (10,63 %)
- немцы — 1309 чел. (6,71 %)
- татары — 345 чел. (1,77 %)
- белорусы — 167 чел. (0,86 %)
- ингуши — 140 чел. (0,72 %)
- молдаване — 52 чел. (0,27 %)
- чеченцы — 38 чел. (0,19 %)
- другие — 274 чел. (1,40 %)
- Всего — 19 506  чел. (100,00 %)

### Динамика численности
Согласно Всесоюзной переписи населения 1939 года в Цюрупинском районе проживало 28 428 человек. В 1959 году население Цюрупинского района составляло уже 41 878 человек. В 1970 году численность населения Щербактинского района — 41 252 человека, в 1979 году — 37 807 человек, в том числе городское – 10 947, сельское – 26 860 человек. По Всесоюзной переписи населения 1989 года численность населения района составляла 26 436 человек.
Численность населения в 1999 году составляла 29,0 тысяч человек, в 2012 году — 21,3 тысяч человек.

## История
История Щербактинского района восходит к 1928 году, когда в Павлодарском округе был образован Володарский район с центром в селе Вознесенское. 23 июня 1928 года Володарский район переименован в Цюрупинский.
17 декабря 1930, в связи с ликвидацией Павлодарского округа и введением районного деления Цюрупинский район был утверждён в границах 1929 года, центром его было названо село Цюрупинское, а 22 мая 1931 года — посёлок Щербакты.
31 января 1935 года из части Цюрупинского района образован Лозовский район. В его состав отошли 10 сельсоветов: Белоцерковский, Лозовский, Ковалёвский, Надаровский, Новопокровский, Павловский, Равнопольский, Рождественский, Успенский, Таволжанский.
Указом Президиума Верховного Совета Казахской ССР от 8 мая 1944 года из Цюрупинского района был выделен Галкинский район из 13 сельсоветов: Алексеевского, Александровского, Жанааульского, Галкинского, Чигириновского, Николаевского, Ундрусского, Еленовского, Ниязовского, Бурубайского, Теренгульского, Тайбагарского, Радужного. Указом Президиума Верховного Совета Казахской ССР от 25 октября 1957 года Галкинский район был упразднён. В состав Цюрупинского района были переданы 10 сельсоветов: Алексеевский, Александровский, Бурубайский, Галкинский, Жанааульский, Карабидайский, Ундрусский, Чигириновский, Тайбагарский, Радужный.
Район образован Указом Верховного Совета Казахской ССР от 2 января 1963 года. В его состав вошли административный центр — посёлок Щербакты и 13 сельсоветов бывшего Цюрупинского района, а также сельсовет Восточный, переданный из Павлодарского района.
Бурное развитие района началось с освоением целинных земель в 1954-1960 годах. Уже весной 1954 года в район прибыло около 400 молодых добровольцев, поступила современная техника. Сельское хозяйство Цюрупинского района получило около 200 мощных тракторов, сотни машин и прицепов. В Галкинском районе Чигириновская МТС получила 92 трактора, 71 комбайн. Весной 1954 года в Чигириновской МТС эксплуатировалось всего 11 грузовых машин и 1 легковая, а уже в уборочную кампанию было 42 автомобиля, и ожидалось прибытие ещё 30 машин. Зимой обе МТС района получили радиостанции "Урожай", к весне большинство бригад было оснащено рациями и поддерживало постоянную радиосвязь.
Площадь освоенных целинных земель Цюрупинского района
| Год             | 1954  | 1955 | 1956 | 1957 | 1958 | 1959 | 1960 | Итого |
| площадь, тыс.га | 159,4 | 88,0 | 46,1 | 29,4 | 40,0 | 36,2 | 37,3 | 436,4 |

Первоначально распашка целинных земель привела к бурному росту урожайности и валовых сборов зерна. Из 12 колхозов Галкинского района в 1954 году стали миллионерами 11, на многих участках урожайность пшеницы и проса достигала 25 центнеров с гектара. Цюрупинский район в первый целинный год сдал государству 3,5 млн пудов первосортного хлеба, доходы артелей превысили 37 миллионов рублей, все 15 колхозов района стали миллионерами.
К сожалению, недостаточная агротехническая подготовленность, отсутствие эффективных мер борьбы с эрозией и кампанейщина привели к катастрофической ветровой эрозии, сопровождаемой пыльными бурями. В Шарбактинском районе ветровой эрозии подверглось 143 тыс. га земли. Урожайность зерновых резко упала.  
В 1965 году в совхозе имени Хмельницкого Щербактинского района создали первую в СССР машиноиспытательную станцию по испытанию противоэрозийной техники.
Тем не менее, заданный импульс позволил району уверенно развиваться на протяжении 60-х — 80-х годов. К концу 70-х — 80-м годам район имел мощный агропромышленный комплекс.
На 1985 год на территории района было несколько сельскохозяйственных организаций мясо-молочного, зернового, овцеводческого, коневодческого, свиноводческого, овощебахчевого направлений: 9 колхозов, 5 совхозов, 1 спецхозобъединение, 1 птицефабрика. Административно в состав района входили 1 поселковый Совет, 14 сельских или аульных Советов. 
Площадь сельскохозяйственных угодий составляла 566,6 тыс. га, в том числе:
```
пашня — 319,6 тыс. га
пастбища — 237,9 тыс. га
сенокосы — 8,9 тыс. га
леса — 89 тыс. га. 
```

Поголовье сельскохозяйственных животных составляло: 
КРС — 50,4 тыс. голов, 
овец и коз — 100 тыс. голов, 
лошадей — 0,8 тыс. голов, 
свиней — 1,1 тыс. голов, 
домашней птицы — 376,2 тыс. голов.
К 1985 году в районе имелись маслозаводы, хлебозаводы, ремонтно-механический завод, машино-испытательный станция. Укрепилась социальная инфраструктура. Было 27 детских дошкольных учреждений, 32 общеобразовательные школы, СПТУ, техникум механизации и электрификации сельского хозяйства, 54 киноустановки, 44 библиотеки, 9 лечебно-профилактических учреждений.
В Щербактах успешно работали вместительный элеватор, крупная птицефабрика, райпромкомбинат, две строительные организации, «Сельхозтехника», быткомбинат, райпотребсоюз, автобусный парк, несколько автотранспортных предприятий, «Сельхозхимия».
К сожалению, весь этот потенциал не удалось сохранить в полном объёме в период экономических реформ 90-х годов.

## Административно-территориальное деление
Административно-территориальное деление района:
| Сельский округ/город           | Население, чел. (2009) | Населённые пункты                                                  |
| ------------------------------ | ---------------------- | ------------------------------------------------------------------ |
| Щербактинский сельский округ   | 7915                   | село Шарбакты                                                      |
| Александровский сельский округ | 1655                   | село Александровка, село Жанааул                                   |
| Алексеевский сельский округ    | 1162                   | село Алексеевка, село Куркамыс, село Николаевка, село Бориктал     |
| Галкинский сельский округ      | 1554                   | село Арбигень, село Ботабас, село Галкино, село Кулат              |
| Жылыбулакский сельский округ   | 421                    | село Жылыбулак, село Коскудук                                      |
| Ильичевский сельский округ     | 245                    | село Аникино, село Богодаровка                                     |
| Красиловский сельский округ    | 551                    | село Красиловка                                                    |
| Карабидайский сельский округ   | 358                    | село Марьяновка, село Сахновка                                     |
| Назаровский сельский округ     | 256                    | село Каховка, село Назаровка                                       |
| Орловский сельский округ       | 1113                   | село Орловка                                                       |
| Северный сельский округ        | 357                    | село Северное                                                      |
| Сосновский сельский округ      | 812                    | село Заборовка, село Сосновка, село Софиевка, село Сретенка        |
| Татьяновский сельский округ    | 468                    | село Малиновка, село Татьяновка                                    |
| Хмельницкий сельский округ     | 1690                   | село Кольбулак, село Хмельницкое, станция Маралды                  |
| Чигириновский сельский округ   | 1391                   | село Есильбай, село Чигириновка                                    |
| Шалдайский сельский округ      | 1918                   | село Бозалан, село Шалдай, село Садыкащи, село Сугур, село Чушкалы |

## Экономика
По территории района проходят железные дороги Павлодар—Барнаул, Маралды—Таволжан, автомобильные дороги Павлодар—Барнаул, Щербакты—Чалдай, Щербакты—Успенка.

### Сельское хозяйство
Сельскохозяйственная специализация района молочное животноводство, зерновое хозяйство. Выращивается просо, гречиха, подсолнечник, производится мясо, шерсть, мелкое кожсырьё.
Производством сельскохозяйственной продукции занималось по состоянию на 2001 год 16 ТОО, 117 крестьянских хозяйств и 6741 личное подворье. За 2001 год произведено зерна 62 тысячи тонн, подсолнечника 1,8 тысячи тонн, молока — 23 500 тонн, мяса — 4600 тонн, яиц — 6,7 миллиона штук, шерсти — 32 тонны. Имеется в наличии 28 объектов переработки: 5 мельниц, 3 крупорушки, 6 маслобоек, 2 цеха по переработке молока, 3 колбасных цеха, 2 макаронных цеха, 7 оборудованных пекарен.
По данным на 01.02.2018 года поголовье крупного рогатого скота — 31,7 тыс. голов, лошадей — 5,5 тыс. голов, коз и овец — 31,8 тыс. голов, свиней — 6,8 тыс.голов, птицы — 372,6 тыс. голов.
Производство продукции животноводства в 2017 году:
мясо в живой массе — 7259,3 тонн;
молоко — 36 796,6 тонн;
яйца — 89 760,9 тыс. штук.
Посевная площадь под сельскохозяйственными культурами в 2017 году — 128,07 тыс.га.
Из них под зерновыми и бобовыми — 97,5 тыс.га
в том числе: 
- под пшеницей — 61,7 тыс.га
- под ячменём — 12,6 тыс.га
- под гречихой  — 12,2 тыс.га
- под бобовыми — 2,9 тыс.га
- под просом — 2,7 тыс.га
- под овсом — 0,7 тыс.га
- под озимой рожью — 0,6 тыс.га.

Посевная площадь под масличными культурами (подсолнечником) — 19,5 тыс.га.
Посевная площадь под картофелем — 0,5 тыс.га, под овощными культурами — 0,4 тыс.га.
Валовой сбор пшеницы в 2017 году — 108,9 тыс.тонн, подсолнечника в весе после доработки — 11,5 тыс.тонн, картофеля — 10,4 тыс.тонн, овощных культур — 5,3 тыс.тонн.
На 01 мая 2018 года на территории района имелось 23 заготовительных пункта, в том числе по заготовке мяса — 9 пунктов, молока — 12 пунктов, шерсти — 2 пункта. В 2017 году ими заготовлено 2905,5 тонн мяса, 30 096,1 тонн молока и 21 798 шкур.

### Промышленность
На 1 мая 2018 года индекс физического объёма промышленного производства достиг 157,8%, или в денежном выражении — 2460,5 млн тенге.
Переработку сельскохозяйственной продукции на 01.05.2018 года осуществляют 2 мельницы, 9 пекарен, 1 цех по производству подсолнечного масла, 1 цех по производству крупяных изделий и 6 прочих предприятий.
В 2017 году данными предприятиями произведено 320 тонн муки, 910 тонн хлеба, 1 тонна растительного масла, 5500 тонн крупы.

## Социальная сфера
К 1985 году в районе функционировало 27 детских дошкольных учреждений, 32 общеобразовательные школы, 1 среднее профессионально-техническое училище (СПТУ № 24), техникум механизации и электрификации сельского хозяйства, 54 киноустановки, 44 библиотеки с общим книжным фондом в 436,2 тыс. экземпляров, 9 лечебно-профилактических учреждений.

### Образование и наука
В Щербактинском районе действуют 1 колледж (130 студентов на 1 мая 2018 года), 16 средних общеобразовательных школ, 6 основных и 4 начальных школы (всего 2840 учащихся и 541 учитель на 1 мая 2018 года), 25 дошкольных учреждений из них детских садов — 6 (360 детей на 1 мая 2018), мини-центров — 19 (432 ребёнка на 1 мая 2018 года). Все школы района подключены к сети Интернет.

### Здравоохранение
Район обслуживает Щербактинская центральная районная больница, 5 врачебных амбулаторий и 21 медицинский пункт. В них по состоянию на 1 мая 2018 года работало 33 врача и 99 человек среднего медицинского персонала. Фармацевтическое обеспечение населения ведут 7 аптек.

### Культура
С 1931 год издаётся районная газета «Трибуна».
На 1 февраля 2018 года в районе действуют 18 культурно-досуговых учреждений (клубов, домов культуры), 21 библиотека, 1 музей, 8 мечетей, 2 церкви.
В районе находится Щербактинская центральная районная библиотека.
Монументальными памятниками являются :
- Могила участников Гражданской войны 1921 года в селе Александровка
- Могила участников Гражданской войны 1923 года в селе Галкино
- Памятник трудовой славы, трактор ДТ-54 на постаменте 1979 г., с. Сахновка,
- Мемориал в честь погибших во время ВОВ 1980 года в Шарбакты
- Памятник жертвам политических репрессий 2003 года в Шарбакты
- Обелиск на братской могиле в честь погибших во время Великой Отечественной войны 1966 года в Шарбакты
- Обелиск в честь погибших во время Великой Отечественной войны 1967 года в селе Малиновка
- Обелиск в честь погибших во время Великой Отечественной войны 1967 года в селе Татьяновка
- Обелиск в честь погибших во время Великой Отечественной войны 1968 года в селе Алексеевка
- Обелиск в честь погибших во время Великой Отечественной войны 1967 года в селе Красиловка
- Обелиск в честь погибших во время Великой Отечественной войны 1967 года в селе Богодаровка
- Монумент в честь погибших во время Великой Отечественной войны 1968 года в селе Сосновка
- Обелиск в честь погибших во время Великой Отечественной войны в селе Александровка
- Обелиск в честь погибших во время Великой Отечественной войны 1967 года в селе Жанаауыл
- Обелиск в честь погибших во время Великой Отечественной войны 1967 года в селе Сахновка
- Обелиск в честь погибших во время Великой Отечественной войны 1967 года в селе Марьяновка
- Обелиск в честь погибших во время Великой Отечественной войны 1967 года в селе Орловка
- Обелиск в честь погибших во время Великой Отечественной войны 1967 года в селе Сынтас
- Обелиск в честь погибших во время Великой Отечественной войны 1967 года в селе Чигириновка
- Обелиск в честь погибших во время Великой Отечественной войны 1980 года в селе Назаровка
- Памятник в честь 45-летия Победы в Великой Отечественной войны 1990 года в селе Шалдай
- Обелиск в честь героев Великой Отечественной войны 1997 года в селе Хмельницкое
- Обелиск в честь героев Великой Отечественной войны 1975 года в селе Жылы-Булак
- Обелиск в честь героев Великой Отечественной войны 1974 года в селе Галкино
- Обелиск в честь героев Великой Отечественной войны 1975 года в селе Арбигень
- Обелиск в честь героев Великой Отечественной войны 1969 года в селе Николаевка
- Могила комсомольца С. Шайтанова, погибшего в 1930 году, в селе Садык-Ащи
- Бюст погибшего в 1921 году милиционера Б.Баратбаева 1967 года в селе Жылы-Булак
- Памятник венграм-интернационалистам 1923 года в селе Галкино
- Монумент В.И.Ленина 1983 года в Шарбакты
- Монумент В.И.Ленина 1967 года в селе Орловка
- Монумент В.И.Ленина 1960 года в селе Красиловка
- Монумент В.И.Ленина 1967 года в селе Сосновка
- Бюст В.И.Ленина 1967 года в селе Богодаровка

Местом религиозного паломничества является Мавзолей Габдулуахит Хазрета в с.Арбигень